# Jon Bon Jovi
Jon Bon Jovi, właśc. John Francis Bongiovi Jr. (ur. 2 marca 1962 w Perth Amboy) – amerykański muzyk rockowy, autor tekstów, producent i aktor, założyciel, wokalista i frontman grupy Bon Jovi.
Największe przeboje zespołu to „You Give Love a Bad Name” (1986), „Livin’ on a Prayer” (1986), „Wanted Dead or Alive” (1987), „Bad Medicine” (1987), „I’ll Be There for You” (1989), „Keep the Faith” (1992), „Bed of Roses” (1992), „Always” (1994), „It’s My Life” (2000), „Everyday” (2002), „Have a Nice Day” (2005) i „Who Says You Can’t Go Home” (2006).
W 2006 roku piosenkarz został sklasyfikowany na 31. miejscu listy 100 najlepszych rockowych wokalistów wszech czasów według Hit Parader.

## Życiorys

### Wczesne lata
Urodził się w Perth Amboy w stanie New Jersey w rodzinie rzymskokatolickiej jako jeden z trzech synów Carol (z domu Sharkey), która była jednym z pierwszych króliczków „Playboya”, i Johna Francisa Bongiovi. Jest pochodzenia włoskiego i słowackiego ze strony ojca oraz rosyjskiego i szwajcarsko-niemieckiego ze strony matki. Wychował się w Sayreville z braćmi – Anthonym i Mattem. Uczęszczał do St. Joseph High School i Sayreville War Memorial High School.
Jon założył kilka garażowych zespołów, z którymi grał jako gitarzysta w okolicznych klubach, zajmował się także pisaniem własnych piosenek. Następnie przeprowadził się do Nowego Jorku. Pracował w myjni samochodowej, następnie w sklepie z butami, na złomowisku i w barze szybkiej obsługi.

### Kariera
W 1980 został gońcem w nowojorskim studiu nagraniowym Powerstation, gdzie prywatnie w wolnych chwilach tworzył własną muzykę i nagrywał piosenki. Taśmy demo rozsyłał, bez powodzenia, do stacji radiowych w Nowym Jorku i Los Angeles. Przełomowy okazał się konkurs talentów organizowany przez lokalną stację radiową WAPP, która zbierała utwory na składankę z piosenkami lokalnych artystów bez kontraktu płytowego. Jon poprosił kilku muzyków sesyjnych, w tym Hugh McDonalda – przyszłego basistę Bon Jovi, o nagranie wspólnie z nim jego utworu „Runaway”. To właśnie ten utwór DJ Chip Hobart z radia WAPP umieścił na składance – kompilacji nagrań lokalnych artystów bez kontraktu płytowego. Piosenka ta stała się radiowym hitem. Od tego czasu kariera Jona potoczyła w dwóch kierunkach: muzycznym i filmowym.
WAPP zorganizował kilka koncertów, Jon Bon Jovi zebrał kilku znajomych i tak powstał zespół, który zaczął grać pod nazwą John Bongiovi and The Wild Ones. Kiedy John w 1983 roku podpisał kontrakt z Mercury Records, skład zespołu był już ustalony: John Bongiovi, David Bryan, Alec John Such, Richie Sambora i Tico Torres. John usunął „h” ze swojego imienia, a nazwisku nadał pierwotne brzmienie. Tak w 1983 roku w New Jersey powstał Bon Jovi.
Debiutancki album zespołu Bon Jovi (1984) sprzedał się w półtoramilionowym nakładzie. W samej Japonii wyprzedano płytę w ciągu trzech dni. Po półrocznej trasie promocyjnej drugi krążek 7800° Fahrenheit (1985), znaczący sukces odniosły kolejne dwa albumy: Slippery When Wet (1986) i New Jersey (1988). Jon Bon Jovi objął także pieczę nad zespołami Skid Row i Cinderella – załatwił kontrakty, pomagał w produkcji i których zabierał w trasę jako support. W sierpniu 1989 zespół Bon Jovi wystąpił na Moscow Music Peace Festival i zaprosił na ten festiwal zespoły Scorpions, Skid Row, Mötley Crüe i Ozzy’ego Osbourne’a.
W roku 1990 Jon Bon Jovi rozpoczął karierę solową i nagrał album Blaze of Glory. Utwór pod tym samym tytułem stał się tematem westernu Młode strzelby II (1990) z Emilio Estevezem, Kieferem Sutherlandem, Lou Diamondem Phillipsem i Christianem Slaterem, został uhonorowany Złotym Globem, Grammy i był nominowany do Oscara. Jon zadebiutował w Młodych strzelbach II także w roli aktorskiej w epizodzie jako więzień. Wówczas też podjął lekcje aktorstwa z Haroldem Guskinem.
Kolejne płyty zespołu Bon Jovi – Keep the Faith (1992) i These Days (1995) promowała trasa koncertowa po całym świecie. W komedii romantycznej Księżyc i Valentino (1995) Jon zagrał malarza pokojowego, który zawrócił w głowie Whoopi Goldberg, Gwyneth Paltrow, Kathleen Turner, a w szczególności Elizabeth Perkins. Wystąpił u boku Lamberta Wilsona w melodramacie Gwiazdor (1996) w roli interesownego aktora, który zrobi wszystko dla kariery. W komedii romantycznej Małe miasto (1997) był barmanem-alkoholikiem, zakochanym w Annabelli Sciorri.
W 1997 Jon wydał swój drugi solowy album Destination Anywhere, do którego nakręcił 48-minutowy film dokumentalny z udziałem Demi Moore, Kevina Bacona i Whoopi Goldberg. Płyta triumf święciła głównie w Europie. W komediodramacie Edwarda Burnsa Nie patrz wstecz (1998) zagrał postać chłopaka Lauren Holly. W roku 2000 grupa Bon Jovi powróciła z albumem Crush, na którym znalazł się hit „It’s My Life”.
Jon pojawił się w czarnej komedii Amatorzy w konopiach (1998) z Billym Bobem Thorntonem, dramacie kryminalnym W nurtach życia (Row Your Boat, 1998) z Bai Ling i Williamem Forsythe, filmie wojennym Jonathana Mostowa U-571 (2000) jako porucznik Pete Emmett z Matthew McConaugheyem i Harveyem Keitelem, dramacie Podaj dalej (2000) z Kevinem Spacey i Helen Hunt w roli ojca-alkoholika Haleya Joela Osmenta, komedii Arthura Hillera W krzywym zwierciadle: Kłopoty z Frankiem (2006) jako Frank Hopper oraz komedii romantycznej Garry’ego Marshalla Sylwester w Nowym Jorku (2011). Wystąpił też gościnnie w serialach, w tym Seks w wielkim mieście (1999), Ally McBeal (2002) jako Victor, przystojny hydraulik, który zostaje chłopakiem tytułowej bohaterki, Prezydencki poker (2006) oraz Rockefeller Plaza 30 (2010).
Utwory zespołu Bon Jovi znalazły się na ścieżce dźwiękowej kilkunastu filmów, m.in.: Kosmiczne jaja (1987), Armageddon (1998), Ed TV (1999), Jay i Cichy Bob kontratakują (2001) i Aniołki Charliego: Zawrotna szybkość (2003).

## Życie prywatne
W marcu 1984 spotykał się z Diane Lane. 29 kwietnia 1989 w kapliczce ślubnej Graceland Wedding Chapel w Las Vegas poślubił Dorotheę Hurley (ur. 29 września 1962), swoją ukochaną ze szkoły średniej. Mają czwórkę dzieci: jedną córkę Stephanie Rose (ur. 31 maja 1993) oraz trzech synów – Jesse Jamesa Louisa (ur. 19 lutego 1995), Jacoba Hurleya (ur. 7 maja 2002) i Romeo Jona (ur. 29 marca 2004).

## Dyskografia
Albumy solowe
| 1990                       | Blaze of Glory – Young Guns II - Data: 26 lipca 1990 - Wydawca: Mercury Records | 3  | — | 2 | 2 | 3  | 4 | —  | 20 | 1 | 4 | 1 | - USA: 2x platynowa płyta - CAN: 2x platynowa płyta |
| 1997                       | Destination Anywhere - Data: 17 czerwca 1997 - Wydawca: Mercury Records         | 31 | 6 | 2 | 4 | 34 | 2 | 15 | 4  | 1 | 1 | 7 | - CAN: platynowa płyta                              |
| "—" album nie był notowany |                                                                                 |    |   |   |   |    |   |    |    |   |   |   |                                                     |

## Filmografia

### Filmy
| Rok  | Tytuł                                               | Rola                        | Uwagi                                                      |
| ---- | --------------------------------------------------- | --------------------------- | ---------------------------------------------------------- |
| 1990 | Młode strzelby II (Young Guns II)                   | Więzień zestrzelony do jamy | niewymieniony w czołówce; western; reżyseria: Geoff Murphy |
| 1995 | Księżyc i Valentino (Moonlight and Valentino)       | Malarz                      | obyczajowy; reżyseria: David Anspaugh                      |
| 1996 | Gwiazdor (The Leading Man)                          | Robin Grange                | thriller; reżyseria: John Duigan                           |
| 1997 | Mały świat (Little City)                            | Kevin                       | komedia; reżyseria: Roberto Benabib                        |
| 1997 | Idąc na całość (Destination Anywhere)               | Jon                         | dramat; reżyseria: Mark Pellington                         |
| 1998 | Amatorzy w konopiach (Homegrown)                    | Danny                       | thriller; reżyseria: Stephen Gyllenhaal                    |
| 1998 | Nie patrz wstecz (No Looking Back)                  | Michael                     | dramat; reżyseria: Edward Burns                            |
| 1999 | W nurtach życia (Row Your Boat)                     | Jamey Medows                | dramat; reżyseria: Sollace Mitchell                        |
| 2000 | U-571                                               | Pułkownik Pete Emmett       | wojenny; reżyseria: Jonathan Mostow                        |
| 2000 | Podaj dalej (Pay It Forward)                        | Ricky McKinney              | dramat; reżyseria: Mimi Leder                              |
| 2002 | Łowcy wampirów: Los Muertos (Vampires: Los Muertos) | Derek Bliss                 | horror; reżyseria: Tommy Lee Wallace                       |
| 2005 | Kłamstwo (Cry_Wolf)                                 | Rich Walker                 | thriller; reżyseria: Jeff Wadlow                           |
| 2006 | Pucked (National Lampoon's Pucked)                  | Frank Hopper                | komedia; reżyseria: Arthur Hiller                          |
| 2011 | Sylwester w Nowym Jorku (New Year’s Eve)            | Daniel Jensen               | komedia romantyczna; reżyseria: Katherine Fugate           |

### Seriale
| Rok  | Tytuł                                     | Rola            | Uwagi                                             |
| ---- | ----------------------------------------- | --------------- | ------------------------------------------------- |
| 1999 | Seks w wielkim mieście (Sex and the City) | Seth            | obyczajowy, gościnnie; reżyseria: Michael Spiller |
| 2002 | Ally McBeal                               | Victor Morrison | 10 odcinków; serial komediowy; reżyseria: różni   |
| 2006 | Prezydencki poker (The West Wing)         | jako on sam     | dramat polityczny, gościnnie                      |
| 2010 | Rockefeller Plaza 30 (30 Rock)            | jako on sam     | komediowy; gościnnie                              |

## Nagrody
Film:
- 1995 – The Motion Picture Club: najlepszy debiut roku (za film Moondlight And Valentino)
- 1997 – Z Awards: 3 nagrody (za film Destination Anywhere)
- 2002 – My VH-1 Music Awards: najlepszy aktor wśród muzyków (za rolę w Ally McBeal)

Muzyka
- 1987: Metal Edge Reader’s Choice Awards: Najlepszy wokalista.
- 1990: Academy Awards: Nominacja dla piosenki „Blaze OF Glory”.
- 1990: Nominacja do Oscara i Grammy za piosenkę Blaze Of Glory
- 1991: Golden Globe: najlepsza piosenka do filmu – Blaze Of Glory
- 1991: ASCAP Film and Television Music Awards: Najlepsze piosenki do filmów.
- 1997: Kerrang Awards: Nagroda jako autor tekstów.
- 1997: MTV Europe Music Awards: Najlepszy wokalista.
- 1998: Brit Awards: Najlepszy międzynarodowy wokalista.
- 1998: ECHO Awards: Najlepszy międzynarodowy wokalista.

Inne:
- 1985: Kerrang: Najseksowniejszy obiekt roku.
- 1990: Silver Cleef Awards – za prace na rzecz innych
- 1996: Sky Sport – specjalna olimpijska nagroda za pomoc niepełnosprawnym.
- 2000: Najseksowniejszy Rockman roku według magazynu People.
- 2000: Humanitarian of the Year by The Food Bank of Monmouth & Ocean Counties for his charitable work on behalf of the people of New Jersey Nagroda za działalność charytatywną.
- 2001: Honorary doctorate in Humanities degree from Monmouth University in New Jersey, for his success as an entertainer and his humanitarian work – Tytuł Doctora Honoriscausa Uniwersytetu w New Jersey.
- 2002: Najseksowniejszy Rockman roku według magazynu People.
- 2003: Najseksowniejszy Rockman roku według magazynu People.
- 2006: Help USA: Nagroda za działalność charytatywną.
- 2006: Wpisany do „UK Music Hall of Fame”
- 2006: VH1 Livin’ on a Prayer – Najlepsza piosenka '80's
- 2007: Grammy Dla Najlepszego Wokalisy Country Wsółpracującego, „Who Says You Can’t Go Home?” (z Jennifer Nettles).
- 2008: VH1 The Greatest: 100 Sexiest Artists (20 – 1): 14th Sexiest Artist
- 2008: MTV1 The Best: Najlepsze Piosenki Dekady 1980. Najpopularniejsze Rockowe piosenki 1980-s.
- 2009: Wpisany do New Jersey Hall of Fame.